# 比克斯比 (密蘇里州)
比克斯比（英語：Bixby）是位於美國密蘇里州艾昂縣的非建制地區。

## 歷史
比克斯比的郵局於1906年設立，其後於1952年停運。

## 地理
比克斯比所處的海拔為高於海平面430米（即1411英呎），而該地所採用的時區為UTC-6，即北美中部時區（CST）。同時該地設有夏令時間，為UTC-6調快一小時，即UTC-5（CDT）。